# متنزه الكوف الوطني
متنزه الكوف الوطني أو منتزه وادي الكوف الوطني وتُعدّ من أوائل المنتزهات الوطنية في ليبيا، حيث أُنشئت عام 1975. وهي واحدة من سبع حدائق وطنية في البلاد، وتقع على بعد 150 كيلومترًا شمال شرق بنغازي، بالقرب من مدينة البيضاء. هو أكبر المتنزهات الطبيعة مساحة في ليبيا.

## الخصائص
تتمتع الحديقة بتنوع حيوي فريد يشمل البيئات البحرية والبرية. وتبلغ مساحتها الإجمالية تبلغ مساحتها 8000 هكتار من أصل 100,000 هكتار هي اجمالي مساحة منطقة وادي الكوف، وتتميز بتكوينات طبيعية متنوعة مثل الكهوف والتجويفات الأرضية، بالإضافة إلى العديد من الأودية والجبال والمنحدرات والسهول. كما تضمّ بحيرات طبيعية وسبخات وساحلًا بحريًا يضم حوض وادي الكوف ذو السطح شديد الوعورة، حيث تتفاوت الارتفاعات لتصل إلى 880 مترًا عند منطقة سيدي الحمري.

## الغطاء النباتي والحيوانات البرية
تُعدّ حديقة الكوف موطنًا لحوالي 90 % من جميع النباتات المحلية في ليبيا. وأكثر النباتات والأشجار انتشارا في المحمية هي البلوط، الصنوبر بأنواعه، السرو بأنواعه إضافة للأشجار أخرى متنوعة.
وتتواجد بالمنطقة أعداد من الحيوانات البرية من قبيل الثعلب، القط البري الليبي، النمس، الوشق، الظربان الليبي، الأرنب، ابن آوى، وحيوانات داخلة من قبيل الغزال واللاما كذلك توجد أعداد من الطيور المهاجرة والمستوطنة مثل الحوام، الحجل، الصقر الحر، الحباري، العصفور النوري وأنواع أخرى.